# Al-Nasir Ahmad
Al-Nasir Ahmad, död 1344, var en egyptisk monark. Han var regerande sultan i Mamluksultanatet Egypten mellan januari 1342 och juni 1342.